# آیزاک اوت

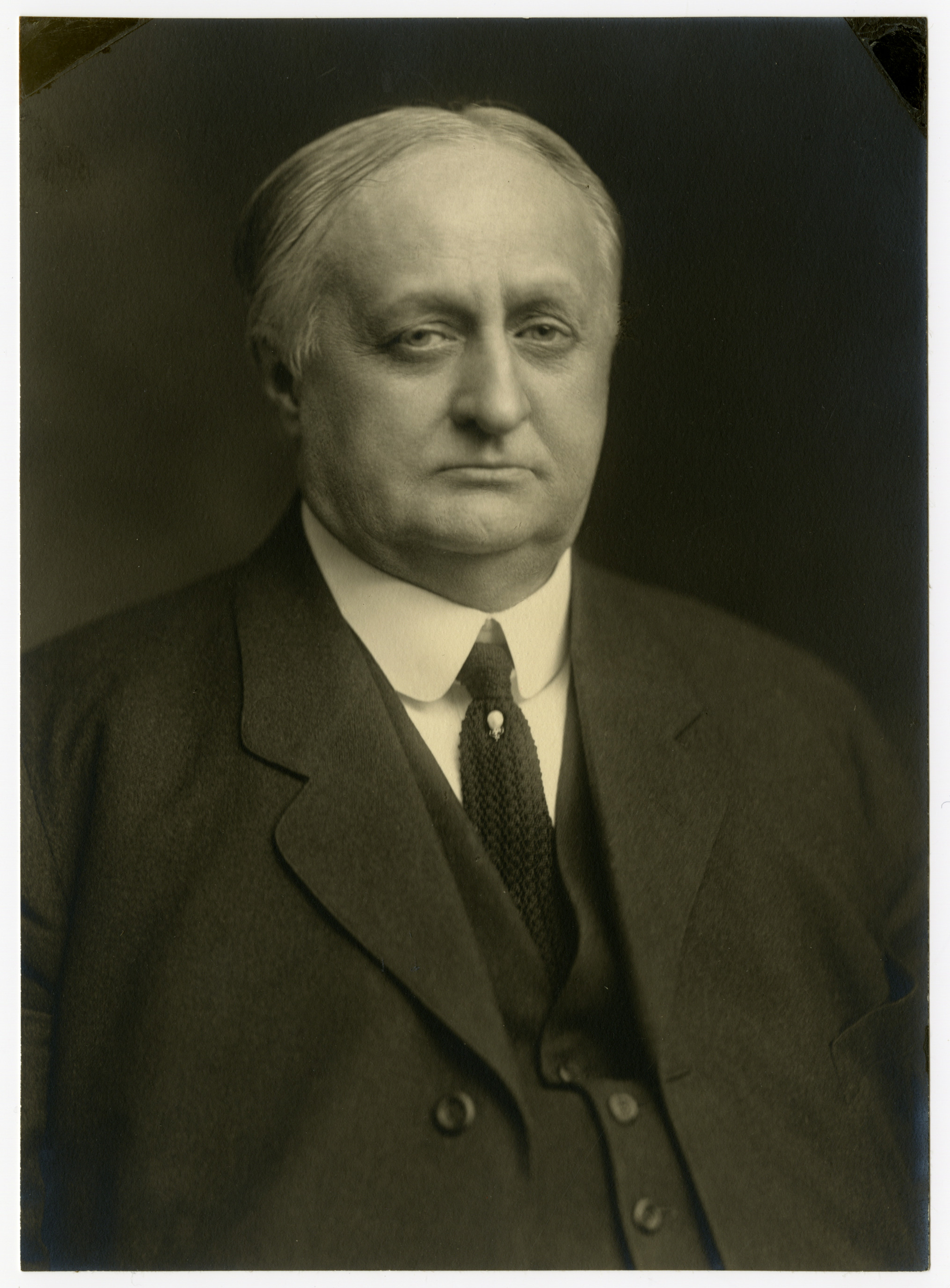
تصویر، آیزاک اوت. ۱۹۱۰

آیزاک اوت (به انگلیسی: Isaac Ott) (متولد۳۰ نوامبر ۱۸۴۷ – فوت۱ ژانویه ۱۹۱۶) یک پزشک آمریکایی و استاد فیزیولوژی بود. وی از پیشگامان فیزیولوژی تجربی در آمریکا بود و کتاب درسی تأثیرگذار فیزیولوژی وی در طول زندگی خود به پنج نسخه دست یافت. اوت به درک کنترل دمای بدن انسان، نقش تب و استفاده از داروهای تب بر در درمان کمک نمود.

## زندگی و کار
اوت در مانت بتل، شهرستان نورث همپتون، پنسیلوانیا در خانواده جیکوب و سارا (سالی) آن لابار متولد شد و پس از پیوستن به کالج لافایت در تاریخ ۱۸۶۵ در فرهنگسرای بلویدر، هکت تاون، نیوجرسی تحصیل نمود وی مدرک پزشکی اش را در تاریخ ۱۸۶۹ از دانشگاه پنسیلوانیا دریافت نمود و شروع به تمرین در ایستون کرد و همچنین به‌طور دوره‌ای در دانشگاه‌های اروپایی از قبیله لایپزیگ، برلین، وورزبورگ و با محققانی در لندن تحقیق می‌کرد. وی در تاریخ۱۸۷۵ در دانشگاه پنسیلوانیا استاد فیزیولوژی شد و در تاریخ ۱۸۷۸ به عنوان همکار زیست‌شناسی به دانشگاه جان هاپکینز رفت. وی در تاریخ ۱۸۹۴ در دانشگاه مدیکو-کیورژیکال در فیلادلفیا استاد شد و تا زمان بازنشستگی در آنجا ادامه داد. وی جدای از تدریس که با شوغ بسیاربه آن پرداخت و هر روز با رانندگی از محل زندگی خود در ایستون به فیلادلفیا، تحقیقاتی انجام می‌داد و مقالات بسیاری جدا از بخشی تک نگاری و کتب درسی تأثیرگذار بر اساس فیزیولوژی انتشار کرد. وی همچنین به عنوان متخصص مغز و اعصاب در مخفیگاه پنسیلوانیا، نوریستاون خدمت نمود.
تحقیقات اوت شامل مطالعاتی در مبحث اثرات داروها و هورمون‌ها و مطالعات بر روی تنظیم دمای بدن بود. او تأثیر آلکالوئیدهایی مثل کوکائین و آتروپین را بر روی سیستم عصبی و تأثیرات سیستم عصبی را بر دمای بدن بررسی نمود. وی چکیدهٔ هیپوفیز و اثرات آنها را با استفاده از مطالعات حیوانی مطالعه نمود و مطالعات نخستین درباره آنچه که بعداً به نام اکسی توسین نام برده می‌شد انجام می‌داد.
اوت بر اثر بیماری ذات الریه در خانه اش در ایستون فوت کرد. مادر وی به یاد او در دانشگاه پنسیلوانیا صندلی استادی اعطا نمود در حالی که استادی پژوهشی دیگری به نام او تأسیس شد.